# メタトロン
メタトロン（ヘブライ語: מטטרון、英語:  Metatron）は、ユダヤ教の天使の一人である。キリスト教、イスラム教の分派の中にも彼を天使として認めるものがある。

## 概要
タナハ（旧約聖書）、新約聖書、クルアーン（コーラン）のいずれにおいても、メタトロンに対する直接の記述はなく、タルムードにわずかばかり言及されているのみである。メタトロンについての主な記述はカバラなどの中世ユダヤ神秘思想や聖書偽典において現れる。その姿は世界の広さにも等しい長身で、36対の翼と無数の目（36万5000との説も）を持つ「炎の柱」として表される。
メタトロンの性格については様々な伝承があるが、「契約の天使」、「天の書記」、「神の代理人」、「小YHWH」（YHWH はヘブライで神を表す）など、様々な異称を持ち、72の異名を持つともいう。中世ユダヤ神秘主義者のなかには『出エジプト記』に現れる「太陽よりも燦然と輝く」顔を持つ天の御使いこそメタトロンであり、天の上から「炎の柱」を使って彼らを導いたという。一般には『出エジプト記』の「炎の柱」は神そのものであるとされる。
偽典『エノク書』ではエノクが天上に昇りメタトロンになったと思わせる記述がある。神と同一視する声もある。
メタトロンの語源はメタトロノス（μετὰ θρóνος、ギリシア語で「玉座に侍る者」の意味）だとされる他、その異称「ミトロン（Mittron）」からペルシャ起源の東方神「ミトラ」との関係を指摘する説もある。ミトラ神はローマではミトラス、ゾロアスター教ではミスラとして信奉された司法神で、その地位はゾロアスター教最高神のアフラ・マズダーを脅かすほどの威勢を誇り、契約の神、長身、無数の目を持ち万人の監視者であるといった属性がメタトロンを想起させるという。
メタトロンはアブラハムを導いた古代ユダヤの偉大な天使ヨエル（Johel, Yohel）の性格を受け継いでいるともいわれ、今ではヨエルはメタトロンの別名とされる。神と同一視されるのは、YHWH と YOHEL を意識したものという説もある。
生命の樹の第一及び第十のセフィラを守るとされている。
また、自分に背く者たちを串刺しにしたという逸話がある。